# Степанківська сільська рада (Черкаський район)
Степа́нківська сільська́ ра́да — адміністративно-територіальна одиниця та орган місцевого самоврядування в Черкаському районі Черкаської області. Адміністративний центр — село Степанки.

## Загальні відомості
- Населення ради: 3 283 особи (станом на 2001 рік)

## Населені пункти
Сільській раді підпорядковані населені пункти:
- с. Степанки
- с. Бузуків

## Склад ради
Рада складається з 20 депутатів та голови.
- Голова ради: Клименко Володимир Андрійович
- Секретар ради: Коваленко Наталія Миколаївна

### Керівний склад попередніх скликань
| Прізвище, ім'я, по батькові   | Основні відомості                                                 | Дата обрання | Дата звільнення |
| ----------------------------- | ----------------------------------------------------------------- | ------------ | --------------- |
| Мигаль Тетяна Олексіївна      | Сільський голова, 1963 року народження, позапартійна              | 26.03.2006   | 31.10.2010      |
| Клименко Володимир Андрійович | Сільський голова, 1982 року народження, освіта вища, безпартійний | 31.10.2010   |                 |

Примітка: таблиця складена за даними сайту Верховної Ради України

### Депутати
За результатами місцевих виборів 2010 року депутатами ради стали:

#### За суб'єктами висування
| Суб'єкт висування                                       | Кількість обраних депутатів | %  |
| ------------------------------------------------------- | --------------------------- | -- |
| Самовисування                                           | 13                          | 65 |
| Партія регіонів                                         | 6                           | 30 |
| Політична партія Всеукраїнське об'єднання «Батьківщина» | 1                           | 5  |

#### За округами
| № округу                                                | Прізвище, ім'я, по батькові     | Дата визнання обраним | Освіта             | Партійна приналежність                        | Відомості про обраного депутата                              |
| ------------------------------------------------------- | ------------------------------- | --------------------- | ------------------ | --------------------------------------------- | ------------------------------------------------------------ |
| Партія регіонів                                         |                                 |                       |                    |                                               |                                                              |
| 1                                                       | Пустовіт Костянтин Григорович   | 03.11.2010            | середня спеціальна | член Партії регіонів                          | ВАТ «Азот», боєць-газорятівник                               |
| 5                                                       | Коваленко Наталія Миколаївна    | 03.11.2010            | вища               | член Партії регіонів                          | Степанківська сільська рада, секретар                        |
| 9                                                       | Бровар Тетяна Мефодіївна        | 03.11.2010            | середня спеціальна | член Партії регіонів                          | тимчасово не працює                                          |
| 15                                                      | Нежевенко Ольга Іванівна        | 03.11.2010            | вища               | член Партії регіонів                          | ПП Нежевенко, приватнийпідприємець                           |
| 17                                                      | Зінченко Віктор Іванович        | 03.11.2010            | середня спеціальна | член Партії регіонів                          | ПП Зінченко, приватний підприємець                           |
| 19                                                      | Нека Віталій Іванович           | 03.11.2010            | середня спеціальна | член Партії регіонів                          | ВАТ"Черкасигаз", слюсар                                      |
| Політична партія Всеукраїнське об'єднання «Батьківщина» |                                 |                       |                    |                                               |                                                              |
| 4                                                       | Кривенко Катерина Трохимівна    | 03.11.2010            | середня спеціальна | член Всеукраїнського об'єднання «Батьківщина» | Черкаський РЕМ, контролер                                    |
| Самовисування                                           |                                 |                       |                    |                                               |                                                              |
| 2                                                       | Постояло Людмила Анатоліївна    | 03.11.2010            | середня спеціальна | позапартійна                                  | тимчасово не працює                                          |
| 3                                                       | Компанієць Іван Петрович        | 03.11.2010            | середня спеціальна | позапартійний                                 | тимчасово не працює                                          |
| 6                                                       | Тищенко Лариса Григорівна       | 03.11.2010            | вища               | позапартійна                                  | СТОВ «Степанки», завгосп                                     |
| 7                                                       | Кудь Тетяна Василівна           | 03.11.2010            | вища               | позапартійна                                  | Степанківська загальноосвітня школа І-ІІІ ст., комірник      |
| 8                                                       | Лисенко Володимир Олексійович   | 03.11.2010            | вища               | позапартійний                                 | тимчасово не працює                                          |
| 10                                                      | Шліхта Людмила Яківна           | 03.11.2010            | середня спеціальна | позапартійна                                  | Степанківська загальноосвітня школа І-ІІІ ст., кухар їдальні |
| 11                                                      | Савич Андрій Васильович         | 03.11.2010            | середня спеціальна | позапартійний                                 | ПП Яровий С. О., водій автобуса                              |
| 12                                                      | Лазоренко Ольга Федорівна       | 03.11.2010            | вища               | позапартійна                                  | СТОВ «Степанки», головний економіст                          |
| 13                                                      | Мохуренко Микола Миколайович    | 03.11.2010            | вища               | позапартійний                                 | ПП Мохуренко, приватний підприємець                          |
| 14                                                      | Лисенко Олександр Григорович    | 03.11.2010            | середня спеціальна | позапартійний                                 | тимчасово не працює                                          |
| 16                                                      | Горбатенко Григорій Миколайович | 03.11.2010            | середня спеціальна | позапартійний                                 | пенсіонер                                                    |
| 18                                                      | Шліхта Ольга Іванівна           | 03.11.2010            | вища               | позапартійна                                  | Степанківська загальноосвітня школа І-ІІІ ст., вчитель       |
| 20                                                      | Нечаєнко Іван Іванович          | 03.11.2010            | середня спеціальна | позапартійний                                 | ПП «Чорний скорпіон», охоронець                              |